# Washington megye (Wisconsin)
Washington megye az Amerikai Egyesült Államokban, azon belül Wisconsin államban található. Megyeszékhelye és legnagyobb városa West Bend. Lakosainak száma 136 761 fő (2020. április 1.). Washington megye Sheboygan, Fond du Lac, Ozaukee, Milwaukee, Waukesha és Dodge megyékkel határos.

## Népesség
A megye népességének változása:
| Lakosok száma | 131 905 | 132 155 | 132 553 | 132 739 | 133 674 | 136 761 |
|               | 2010    | 2011    | 2012    | 2013    | 2015    | 2020    |